# سیارک ۲۷۳۵۳
سیارک ۲۷۳۵۳ (به انگلیسی: 27353 Chrisspenner، نامگذاری:2000DY74)۲۷۳۵۳مین سیارک کشف شده‌است که در ۲۹ فوریه ۲۰۰۰ کشف شد.